# Windell Middlebrooks
Windell Dwain Middlebrooks, Jr. (Fort Worth, 8 gennaio 1979 – Los Angeles, 9 marzo 2015) è stato un attore statunitense, meglio conosciuto per il suo ruolo di Kirby Morris in Zack e Cody sul ponte di comando.

## Biografia
Middlebrooks ha frequentato lo Sterling College nel Kansas, dove ha conseguito il titolo di Bachelor of Arts in Communications and Theatre Arts nel 2002. In seguito si è trasferito in California, dove ha completato la sua formazione come attore, presso la University of California, Irvine, con un master in recitazione.

### Carriera
Ha fatto brevi apparizioni in alcune serie televisive: My Name Is Earl, Hannah Montana, Entourage, C'è sempre il sole a Philadelphia, e Zack e Cody sul ponte di comando. Ha preso parte alla nona stagione di Scrubs, e dal 2011 fa parte del cast della serie medical drama Body of Proof.

### Decesso
L'attore viene trovato privo di sensi la mattina del 9 marzo 2015 nella sua abitazione di San Fernando, in California. Soccorso prontamente, viene dichiarato morto all'arrivo in ospedale.

## Filmografia

### Cinema
- Miss Marzo (Miss March), regia di Zach Cregger e Trevor Moore (2009)
- Enlightened!, regia di Paul B. Pedreira - cortometraggio (2009)
- Heckle or Hell, regia di Stephanie Parrott e Angel Laketa Moore - cortometraggio (2012)

### Televisione
- Weekends at the DL - serie TV, episodi 1x11-1x21 (2005)
- The Bernie Mac Show - serie TV, episodio 5x08 (2005)
- Julie Reno, Bounty Hunter - serie TV - episodio 1x01 (2006)
- All of Us - serie TV, episodio 4x05 (2006)
- My Name Is Earl - serie TV, episodio 2x14 (2007)
- Veronica Mars - serie TV, episodio 3x11 (2007)
- Hannah Montana - serie TV, episodio 2x06 (2007)
- Entourage - serie TV, episodio 4x08 (2007)
- Chocolate News - serie TV, episodio 1x03-1x05 (2008)
- E.R. - Medici in prima linea (ER) - serie TV, episodio 15x09 (2008)
- Zack e Cody sul ponte di comando (The Suite Life on Deck) - serie TV, 10 episodi (2008-2011)
- Ace in the Hole, regia di Ted Wass - film TV (2009)
- Parks and Recreation - serie TV, episodio 1x04 (2009)
- Scrubs - Medici ai primi ferri (Scrubs) - serie TV, 6 episodi (2009-2010)
- Cougar Town - serie TV, episodio 1x19 (2010)
- C'è sempre il sole a Philadelphia (It's Always Sunny in Philadelphia) - serie TV, episodi 6x01-6x12 (2010)
- Body of Proof - serie TV, 42 episodi (2011-2013)

## Doppiatori italiani
Nelle versioni in italiano delle opere in cui ha recitato, Windell Middlebrooks è stato doppiato da:
- Roberto Stocchi in Zack e Cody sul ponte di comando, Cougar Town
- Roberto Draghetti in Scrubs - Medici ai primi ferri
- Luigi Ferraro in Body of Proof